# Saulaspis
Saulaspis là một chi bọ cánh cứng trong họ Chrysomelidae.
Chi này được miêu tả khoa học năm 1913 bởi Spaeth.

## Các loài
Các loài trong chi này gồm:
- Saulaspis bistrilineata (Boheman, 1854)
- Saulaspis trivittata Swietojanska, 2002